# سارا شولمان
سارا شولمان (بالإنجليزية: Sarah Schulman) (28 يوليو 1958، نيويورك في الولايات المتحدة)؛ كاتِبة ومؤلِّفة، أستاذة جامعية وروائية أمريكية.

## الجوائز
- زمالة غوغنهايم

## روابط خارجية
- سارا شولمان على موقع IMDb (الإنجليزية)
- سارا شولمان على موقع ميوزك برينز (الإنجليزية)